# 1998年中国中央电视台春节联欢晚会
1998年中国中央电视台春节联欢晚会（简称1998年央视春晚）是中国中央电视台于1998年1月27日（农历丁丑十二月廿九除夕）為慶祝虎年新年舉辦的綜藝性文藝晚會，于当晚20:00播出。由孟欣担任导演，赵忠祥、倪萍、周涛、朱军、亚宁、王雪纯担任主持人，而刘纯燕、何炅、曾媛则担任客串主持人。

## 节目单
| 序号 | 类型                 | 节目名 | 表演者 |
| 1    | 开场歌舞             | | 全体演员 |
| 2    |                      | 《东西南北闹新春》 | |
| 3    | 相声                 | 《坐享其成》 | 冯巩、牛群 |
| 4    | 戏曲联唱             | 《兰菊竞秀》（客串主持人客串） | 小香玉（豫剧）、韩再芬（黄梅戏）、彭蕙蘅（河北梆子） |
| 5    | 小品                 | 《我在马路边》 | 严顺开、杜宁琳、赵玲琪、蒋小涵 |
| 6    | 歌曲                 | 《青春本色》 | 林依轮、景岗山、罗中旭 |
| 7    | 小品                 | 《回家》 | 黄宏、宋丹丹 |
| 8    | 歌曲                 | 《好日子》 | 宋祖英 |
| 9    | 舞蹈                 | 《梅》 | 解晓东 |
| 10   | 小品                 | 《拜年》 | 赵本山、高秀敏、范伟 |
| 11   | 歌曲                 | 《走进新时代》 | 李光羲、李谷一、张也 |
| 12   | 现场互动             | 《正方与反方》 | 正方：祝希娟、张良、朱龙广、郭振清、袁岳、刘世龙 反方；陈强、葛存壮、陈述、刘江、刘龙、王孝忠                                                                                   |
| 13   | 歌组合《流行风》     | ⑴《万水千山总是情》 ⑵《喜乐年华》 ⑶《走四方》 ⑷《为我们的今天喝彩》 ⑸《阳光天堂》 ⑹《大红灯笼》 ⑺《大花轿》 ⑻《女孩的心思你别猜》 ⑼《问长江》 ⑽《愚公移山》 ⑾《我的爱对你说》 ⑿《真心英雄》 | 周海媚 陈红、蔡国庆 韩磊 林萍、李丽翎、徐樱 孙浩、伊扬 钟梅、杨洋、张娟 火风 周亮、孙萌、郑萧 胡月、朱晓红 江涛、高枫 白雪、张秋秋、张媛媛 屠洪刚、杭天琪、傅玉斌、邓亚萍、王涛 |
| 14   | 歌曲                 | 《相约一九九八》 | 那英、王菲 |
| 15   | 舞蹈                 | 《龙腾虎跃》 | 黄豆豆 |
| 16   | 幽默表演             | 《功夫令》 | 赵丽蓉、巩汉林 |
| 17   | 杂技                 | 《转毯与蹬人》 | 小米粒、陈扬、陈韫、谢丹、谢兰 |
| 18   | 歌曲                 | 《健康歌》 | 解晓东、范晓萱 |
| 19   | 小品                 | 《一张邮票》 | 潘长江、黑妹、大山 |
| 20   | 歌曲                 | 《我爱你中国》 | 范宇文 |
| 21   | 纪实访谈             | 《母亲河》 | 黄河流域各省区代表 |
| 22   | 歌曲                 | 《大中国》 | 毛宁、刘德华、张信哲 |
| 23   | 梨园风采             | 《戏曲绝活》 | 朱世慧、张寄蝶、彭登怀、何超、于魁智、李军、李洁、李胜素、刘桂娟、赵秀君、孟广禄、陈俊杰                                                                                        |
| 24   | 歌曲                 | 《远航》 | 董文华 |
| 25   | 小品                 | 《东西南北兵》 | 范明、赵亮、林永健、范雷、吴军、田梅荣、马静、高音、管琳娜、王霞 |
| 26   | 歌曲联唱《往日情怀》 | ⑴《掀起你的盖头来》 ⑵《美丽的草原我的家》 ⑶《祖国一片新面貌》 ⑷《弹起我心爱的土琵琶》 ⑸《北京的金山上》 ⑹《红星照我去战斗》 ⑺《打起手鼓唱起歌》                                             | 克里木 德德玛 张振富、耿莲凤 郁钧剑 才旦卓玛 李双江 关牧村 |
| 27   | 明星反串             | 《大拜年》 | 江珊、郭冬临、朱世慧、鞠萍、魏积安、王璐遥、王馥荔、笑林、侯耀华、杨蕾、郭达、蔡明                                                                                              |
| 28   | 相声                 | 《同桌的你》 | 师胜杰、孙晨 |
| 29   | 音乐贺卡             | | 黄格选、刘小钰、张红坚 黄霞芬、盛小云、雅芬 孙静、贺梅、周芳、赵秀兰 刘春梅、杨洋、金彪 梦鸽、魏金栋、安伟、汤灿                                                                |
| 30   | 小品                 | 《王爷邮差》 | 陈佩斯、朱时茂 |
| 31   | 舞蹈                 | 《缤纷四季》 | 瞿颖、周洁 |
| 32   | 歌曲                 | 《好汉歌》 | 刘欢 |
| 33   | 魔术                 | 《人换人》 | 傅腾龙、徐秋、傅琰东、董昕、徐越 |
| 34   | 歌曲                 | 《国色天香》 | 彭丽媛 |
| 35   |                      | 零点钟声 | |
| 36   | 歌曲                 | 《同心同庆》 | 王霞、刘君侠、黄越峰、刘媛媛、胡雁 |
| 37   | 歌舞                 | 《万鼓催春》 | 孙维良、赵景春、陈小涛、袁艺、孙杰、红霞、李敏、刘爱玲、张娜、孙慧莹、朝鲁、郭瓦加毛吉、古丽夏提                                                                                |
| 38   | 结束曲/片尾曲        | 《难忘今宵》（最后一曲） | 结尾伴奏 |

## 春晚历届为你报时
| 年份                      | 赞助商             | 標語口號                                                 |
| 直播报时                  | 直播报时           | 直播报时                                                 |
| ------------------------- | ------------------ | -------------------------------------------------------- |
| 1998年1月27日晚20:00:00   | 四川射洪沱牌曲酒   | （表盘显示：四川沱牌曲酒股份有限公司祝全国人民新春愉快） |
| 重播报时                  |                    |                                                          |
| 1998年1月28日中午12:00:00 | 广东东莞步步高电子 | （表盘显示：步步高电器向全国人民拜年!）                  |

## 影响
本届春晚中所演唱的歌曲《相约一九九八》，自演唱后，曾连续10周荣登全国各省区市电台排行榜冠军的歌曲。在20年后（即2018年）的春晚上，二人再度合作，演唱了《岁月》一曲。
而《健康歌》、《好汉歌》（《水浒传》片尾曲）及《大中国》，一样也是本届春晚的经典歌曲。
本届春晚是第一届在中央电视台彩色电视中心一号演播大厅举办的春节晚会，此后的春节晚会均以中央电视台彩色电视中心一号演播大厅为主演播厅。

## 收视率
据相关数据统计，1998年央视春晚收视率曾一道达至61.8%，是90年代最高的一届。

## 陈佩斯状告央视侵权
中国中央电视台下属的中国国际电视总公司在未经许可的情况下出版发行了陈佩斯和朱时茂在历届央视春晚上小品表演的VCD光盘，2000年，二人将该公司告上法庭，状告中国国际电视总公司侵权，法院判决被告中国国际电视总公司立即停止侵权，登报道歉，并赔偿陈佩斯和朱时茂二人经济损失333293元。从此陈佩斯和朱时茂两人便遭央视封杀，迄今未能再登上春晚，1998年也成為二人在春晚的絕響。